# Anna Auckenthaler
Anna Auckenthaler ist eine österreichische Psychologin  und ehemalige Hochschullehrerin.

## Leben
Auckenthaler studierte von 1967 bis 1973 Psychologie und Erziehungswissenschaft an der Universität Innsbruck. Sie promovierte unter den Auspizien des Bundespräsidenten. Nach einer Ausbildung in Gesprächspsychotherapie und Verhaltenstherapie war sie als Universitätsassistentin an der Universität Innsbruck und als freie Mitarbeiterin für verschiedene Familienberatungsstellen in Innsbruck tätig. Im Jahr 1984 habilitierte Auckenthaler sich und vertrat 1987/88 eine C3-Professur für Klinische Psychologie an der TU Braunschweig. Im Folgejahr war sie Assistenzprofessorin an der Universität Innsbruck und von 1989 bis zu ihrer Emeritierung 2013 Professorin für Psychologie an der Freien Universität Berlin.
Mit ihrer Emeritierung wurde zugleich, gegen den Widerstand der Studierenden, das von ihr vertretene Fachgebiet der Gesprächspsychotherapie an der FU Berlin gestrichen.
Seit dem Jahr 1990 praktizierte sie zudem als Psychotherapeutin und erhielt 1999 die Approbation als Psychologische Psychotherapeutin.

## Schriften (Auswahl)
- Klientenzentrierte Psychotherapie mit Paaren, Kohlhammer, Stuttgart 1983, ISBN 978-3-17-007939-7.
- (Hrsg.): Supervision in Handlungsfeldern der psychosozialen Versorgung, DGVT-Verlag, Tübingen 1992, ISBN 978-3-87159-213-3.
- Supervision psychotherapeutischer Praxis. Organisation – Standards – Wirksamkeit, Kohlhammer, Stuttgart 1995, ISBN 978-3-17-012708-1.
- (Hrsg.): Kurzlehrbuch Klinische Psychologie und Psychotherapie. Grundlagen, Praxis, Kontext, Thieme, Stuttgart/New York 2012, ISBN 978-3-13-143541-5.